# Carl Johan Bergman
Carl Johan Lennart Bergman (* 14. März 1978 in Ekshärad, Gemeinde Hagfors) ist ein ehemaliger schwedischer Biathlet.
Erstmals im Weltcup aktiv war er in der Saison 2000/01. Seinen ersten Weltcupsieg errang Bergman am 16. März 2006 im Sprint über 10 km im finnischen Kontiolahti vor Tomasz Sikora und Sven Fischer. Weitere Erfolge waren ein zweiter Platz im Verfolgungsrennen in Fort Kent in der Saison 2003/04 und zwei dritte Plätze im Sprint und in der Verfolgung in Pokljuka in der Saison 2005/06.
Bei den Olympischen Winterspielen 2006 in Turin unterlag er im Kampf um die Bronzemedaille als Schlussläufer der schwedischen Staffel im Zielsprint dem Franzosen Vincent Defrasne nur durch einen Strauchler wenige Meter vor dem Ziel.
In Oberhof gelang ihm in der Saison 2004/05 mit der schwedischen Staffel ein sensationeller Sieg über 4 × 7,5 km. In Vancouver-Whistler 2009 gelang ihm mit der schwedischen Staffel das gleiche wieder. Bei den Biathlon-Weltmeisterschaften 2007 in Antholz gewann er mit der Mixed-Staffel Schwedens die Goldmedaille. Bei den Biathlon-Weltmeisterschaften 2009 in Pyeongchang gewann er in der gleichen Disziplin die Silbermedaille und 2010 in Chanty-Mansijsk Bronze. Carl Johan Bergman nahm an den Olympischen Winterspielen 2010 teil. Sein bestes Resultat war der 19. Platz in der Verfolgung. Mit der Staffel belegte er Rang 4.
Nach zwei ersten Plätzen im Weltcup 2011/12 konnte sich Bergman bei der Weltmeisterschaft in Ruhpolding nach einem dritten Platz im Sprint die Silbermedaille in der Verfolgung sichern. Auf den Einzelwettkampf verzichtete Bergman, um in Lillehammer bei der Geburt seines ersten Kindes – einer Tochter – dabei sein zu können. Zum Massenstart war er wieder zurück in Ruhpolding und belegte den sechsten Platz. Im Weltcup belegte er den sechsten Gesamtrang, im Sprintweltcup erreichte er Platz 3 hinter Martin Fourcade und Emil Hegle Svendsen. Er gewann die World Team Challenge in der Arena auf Schalke in Gelsenkirchen zusammen mit der Finnin Kaisa Mäkäräinen. 
Nach der Saison 2013/2014 beendete Bergman gemeinsam mit Björn Ferry seine sportliche Karriere.
Bergman ist seit August 2010 mit Liv-Kjersti Bergman verheiratet. Das Ehepaar hat zwei Kinder. 2012 wurde Tochter Lisa geboren, im Jahr 2015 Tochter Ida.

## Biathlon-Weltcup-Platzierungen
Die Tabelle zeigt alle Platzierungen (je nach Austragungsjahr einschließlich Olympische Spiele und Weltmeisterschaften).
- 1.–3. Platz: Anzahl der Podiumsplatzierungen
- Top 10: Anzahl der Platzierungen unter den ersten zehn (einschließlich Podium)
- Punkteränge: Anzahl der Platzierungen innerhalb der Punkteränge (einschließlich Podium und Top 10)
- Starts: Anzahl gelaufener Rennen in der jeweiligen Disziplin
- Staffel: inklusive Mixed- und Single-Mixed-Staffeln

| Platzierung                      | Einzel | Sprint | Verfolgung | Massenstart | Staffel | Gesamt |
| -------------------------------- | ------ | ------ | ---------- | ----------- | ------- | ------ |
| 1. Platz                         |        | 3      |            |             | 4       | 7      |
| 2. Platz                         |        |        | 1          | 1           | 2       | 4      |
| 3. Platz                         |        | 3      | 2          |             | 2       | 7      |
| Top 10                           | 8      | 20     | 15         | 4           | 52      | 99     |
| Punkteränge                      | 16     | 59     | 48         | 29          | 60      | 212    |
| Starts                           | 31     | 94     | 64         | 29          | 60      | 278    |
| Stand: nach der Saison 2010/2011 |        |        |            |             |         |        |